# Circonscription de Dickson
La circonscription de Dickson est une circonscription électorale australienne au Queensland. Elle a été créée en 1949. Elle porte le nom de James Dickson, qui fut premier ministre du Queensland et l'un des fervents partisans de la création d'un État fédéral.
La circonscription de Dickson est située dans la lointaine banlieue nord-ouest de Brisbane et comprend les quartiers d'Albany Creek, Ferny Grove, Kallangur et Strathpine. Au redécoupage de 2006, elle a été agrandie de l'ancien comté d'Esk et amputée de la partie de Kallangur qu'elle détenait. 
C'est une circonscription marginale, occupée alternativement par le Parti travailliste et le Parti libéral. 
Depuis 2025, c'est la travailliste Ali France qui représente cette circonscription. Elle reprend la circonscription au chef des Libéraux Peter Dutton qui était le représentant depuis 2001.

## Représentants
| Nom             | Parti        | Période de mandat |
| --------------- | ------------ | ----------------- |
| Michael Lavarch | Travailliste | 1993–1996         |
| Tony Smith      | Libéral      | 1996–1998         |
| Tony Smith      | Indépendant  | 1998–1998         |
| Cheryl Kernot   | Travailliste | 1998–2001         |
| Peter Dutton    | Libéral      | 2001-2025         |
| Ali France      | Travailliste | 2025-en cours     |

## Résultats des élections
| Parti                            | Parti                        | Candidat                     | Voix    | %     | ±     |
| -------------------------------- | ---------------------------- | ---------------------------- | ------- | ----- | ----- |
|                                  | Libéral national             | Peter Dutton                 | 41 657  | 42,07 | −3,86 |
|                                  | Travailliste                 | Ali France                   | 31 396  | 31,70 | +0,37 |
|                                  | Verts                        | Vinnie Batten                | 12 871  | 13,00 | +3,02 |
|                                  | Une nation                   | Tamera Gibson                | 5 312   | 5,36  | +0,18 |
|                                  | UAP                          | Alina Ward                   | 2 717   | 2,74  | +0,50 |
|                                  | Indépendant                  | Alan Buchbach                | 2 222   | 2,24  | +2,24 |
|                                  | Indépendant                  | Thor Prohaska                | 1 618   | 1,63  | −0,74 |
|                                  | Démocrates libéraux          | Lloyd Russell                | 1 236   | 1,25  | +1,25 |
| Total des suffrages exprimés     | Total des suffrages exprimés | Total des suffrages exprimés | 99 029  | 96,12 | +0,48 |
| Votes nuls                       | Votes nuls                   | Votes nuls                   | 3 996   | 3,88  | −0,48 |
| Participation                    | Participation                | Participation                | 103 025 | 91,35 | −2,32 |
| Résultat de préférence bipartite |                              |                              |         |       |       |
|                                  | Libéral national             | Peter Dutton                 | 51 196  | 51.70 | −2,94 |
|                                  | Travailliste                 | Ali France                   | 47 833  | 48 30 | +2,94 |
|                                  | Libéral national retenir     | Libéral national retenir     | Swing   | −2,94 |       |